# The Best Of Me (álbum de Kafu Banton)
The Best Of Me é um álbum de estúdio do cantor e compositor panamenho Kafu Banton o álbum foi lançado em 3 de outubro de 2013, sob sua nova gravadora Paraíso Records.
O álbum tem uma mistura bem-sucedida de raízes, dancehall, hip-hop, dubstep e Reggae característica de conteúdo variado, que propõe temas do cotidiano.

O álbum também tem uma participação especial do grupo de hip hop SFDK, bem como reúne quatro grandes produtores como Rasta Lloyd, BK, Predikador e Rasdub que trouxe uma nova estética no estilo musical. 

## Faixas
O álbum contém 12 faixas de músicas descritas abaixo.
| N.º | Título              | Compositor(es) | Duração |  |
| 1.  | "El Sistema"        |                | 1:08    |  |
| 2.  | "De Que Me Hablas"  |                | 4:08    |  |
| 3.  | "Si Da Dolor"       |                | 3:39    |  |
| 4.  | "Saben Quien Soy"   |                | 4:05    |  |
| 5.  | "No Confíes"        |                | 3:14    |  |
| 6.  | "Comando"           |                | 2:43    |  |
| 7.  | "Con Estas Son Dos" |                | 3:43    |  |
| 8.  | "Perdoname"         |                | 2:57    |  |
| 9.  | "Soy Un One Love"   |                | 3:11    |  |
| 10. | "Batty Badman"      |                | 3:33    |  |
| 11. | "Ya Estoy Cansado"  |                | 4:15    |  |
| 12. | "Good Bye"          | Kafu Banton    | 2:42    |  |